# Gracililima nyassae
Gracililima nyassae är en ormart som beskrevs av GÜNTHER 1888. Gracililima nyassae ingår i släktet Gracililima och familjen snokar. Inga underarter finns listade i Catalogue of Life.
Denna orm förekommer i östra Afrika från södra Somalia till östra Sydafrika och västerut till östra Angola. Arten lever i låglandet och i bergstrakter upp till 1200 meter över havet. Habitatet utgörs av savanner, skogar, trädgårdar och sanddyner vid kusten. Födan utgörs av ödlor som skinkar. Honor lägger upp till 6 ägg per tillfälle.
För beståndet är inga hot kända. IUCN listar arten som livskraftig (LC).